# Copitarsia extincta
Copitarsia extincta là một loài bướm đêm trong họ Noctuidae.